# Dianabad (Leipzig)

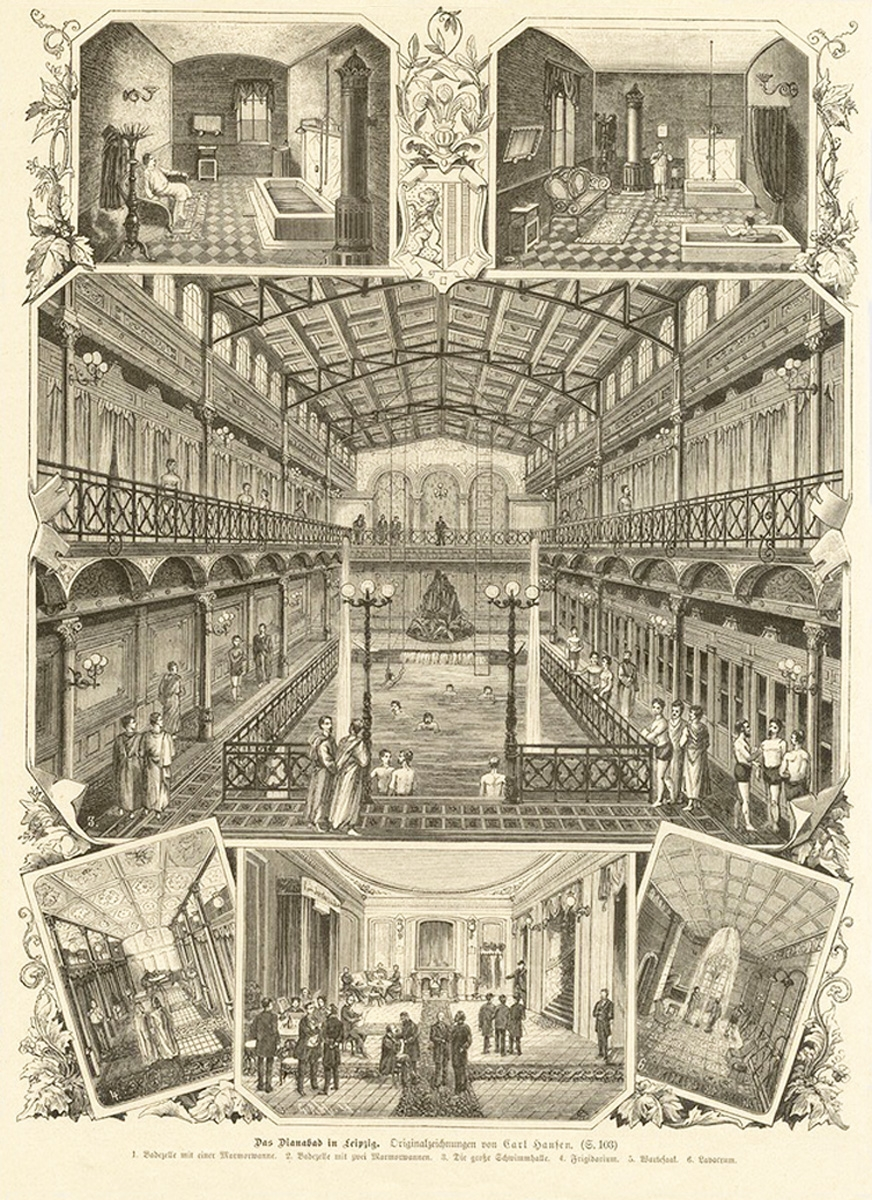
Das Dianabad um 1885 mit der Schwimmhalle und weiteren Einrichtungen

Das Dianabad in Leipzig war eine privat betriebene öffentliche Badeanstalt.

## Lage
Das Dianabad befand sich im Hinterhausbereich der Lange Straße 10–12. Der Zugang erfolgte durch das Grundstück Nr. 8. Die Lange Straße lag zum Zeitpunkt der Errichtung des Bades an der Ostgrenze der Stadt zur Gemeinde Reudnitz. Heute gehört die Adresse zum Ortsteil Zentrum-Ost.

## Geschichte
1869 wurde das Dianabad auf dem Privatgrund des Schriftgießereibesitzers Gustav Schelter als öffentliche Einrichtung mit Brause-, Wannen- und Schwitzbädern errichtet und 1873 um ein römisch-irisches Dampfbad ergänzt. 1880 wurde begonnen, die Anlage um ein Schwimmbassin zu erweitern. Planung und Bauleitung lagen in den Händen des Civil-Ingenieurs Lothar Heym.
Das Becken in einer über zwei Stockwerke hohen Halle war 15 Meter lang, 8 Meter breit und bis zu 2,8 Meter tief. Es wurde durch im Beckenboden eingelassene Heizschlangen mit Dampf beheizt. Die Wassertemperatur lag im Sommer bei 18 °C und im Winter bei 20 °C. Wasserfontänen, Springbrunnen, eine Aussichtsempore und kunstvolle schmiedeeiserne Geländer sorgten für eine besondere Atmosphäre. An der Stirnwand war der Spruch angebracht: „Salve fons limpide, fons iuventutis, robur infirmi, tutela salutis“. (Sei gegrüßt klare Quelle, Quelle der Jugend, Kraft für Kraftlose, Hort der Gesundheit.) Eine besondere Attraktion waren neben zwei 1-m-Sprungbrettern von der Decke herabhängende Turngeräte, wie Strickleitern, Ringe und Trapeze, die bis in das Wasser reichten.
Der Eintrittspreis einschließlich einer verschließbaren Umkleidekabine betrug 40 Pfennig. Die Badezeiten für Frauen und Männer waren anfangs getrennt mit deutlich längeren Zeiten für die Männer. Das änderte sich erst 1912 bei Übungsstunden des Leipziger Arbeiter-Schwimm-Vereins, und ab 1913 gab es Familienbadezeiten, die ersten in einem Leipziger Hallenbad.
Nach dem Verkauf des Grundstücks an einen Rauchwarenhändler wurde 1921 der Badebetrieb eingestellt.  Die Baulichkeiten wurden fortan betrieblich genutzt. Nach dem Zweiten Weltkrieg verfielen sie. 1961 wurde der Abriss vereinbart, der aber erst 1984 abgeschlossen war. Seither ist das Gelände unbebaut.